# KNVB Beker 1973/74
De 56ste editie van de KNVB Beker kende PSV als winnaar. Het was de tweede keer dat de club de beker in ontvangst nam. PSV versloeg NAC in de finale, de titelverdediger.

## Eerste ronde
| Datum            | Wedstrijd                     | Uitslag                    | Scoreverloop |
| ---------------- | ----------------------------- | -------------------------- | --- |
| 25 augustus 1973 | Noordwijk – Helmond Sport     | 2 – 2 n.v. (2 – 2) (1 – 1) | 15' Jan Willem Bogers 1-0, 37' Co Prins 1-1, 71' Ruud Bröring 2-1, 75' Tonnie Beekmans 2-2 Helmond Sport wint na strafschoppen |
| 25 augustus 1973 | IJsselmeervogels – PEC Zwolle | 1 – 3 (0 – 1)              | 30' Jan Rorije 0-1, 58' Herman Heskamp 0-2, 83' Klaas Bos 1-2, 89' Jan Verheijen 1-3                                           |
| 26 augustus 1973 | Almania – Fortuna SC          | 0 – 2 (0 – 1)              | 39' Peter Prauser 0-1, 85' Wim Bohnen 0-2                                                                                      |
| 26 augustus 1973 | FC Den Bosch '67 – SC Cambuur | 2 – 1 n.v. (1 – 1) (1 – 0) | 35' Volker Graul 1-0, 72' Hans Bleijenberg 1-1, 97' Volker Graul (pen) 2-1                                                     |
| 26 augustus 1973 | FC Dordrecht – Willem II      | 1 – 4 (1 – 2)              | 6' Hans Leushuis 0-1, 36' Hans Leushuis 0-2, 38' Ger Naaktgeboren (p) 1-2, 75' Henk van Meteren 1-3, 79' Cees van den Berg 1-4 |
| 26 augustus 1973 | Excelsior – Eindhoven         | 1 – 0 (0 – 0)              | 47' Frans van der Heide 1-0 |
| 26 augustus 1973 | Fortuna Vl – SC Amersfoort    | 1 – 1 n.v. (1 – 1) (1 – 0) | 41' Aad Reijgersberg 1-0, 53' Frits van der Klift 1-1 SC Amersfoort wint na strafschoppen                                      |
| 26 augustus 1973 | Hoofddorp – Heerenveen        | 0 – 5 (0 – 4)              | 15' Ginus Meijerink 0-1, 17' Ruud Wierts 0-2, 20' Henk Bakkenhoven (e.d.) 0-3, 28' Ruud Wierts 0-4 52' Thomas Haan 0-5         |
| 26 augustus 1973 | Hoogeveen – Vitesse           | 1 – 4 (1 – 2)              | 13' Henk Eefting 1-0, 25' Herman Veenendaal 1-1, 31' Herman Veenendaal 1-2, 71' Marc Rubrech 1-3, 76' Herman Veenendaal 1-4    |
| 26 augustus 1973 | Labor – Wageningen            | 0 – 3 (0 – 1)              | 25' Arno Wellerdieck 0-1, 70' Ger Meurs 0-2, 77' Eugène van Vijfeijken 0-3                                                     |
| 26 augustus 1973 | TOP – Veendam                 | 2 – 1 (1 – 0)              | 10' Jan van Lokven 1-0 54' Ton de Wit 2-0, 71' Eppo Lemain 2-1                                                                 |
| 26 augustus 1973 | Volendam – De Volewijckers    | 4 – 1 (0 – 0)              | 50' Cees Kok 1-0, 57' Dick Bond 2-0, 70' Jan Karsten 3-0, 73' Cees Kok 4-0, 81' Bert Binken 4-1                                |
| 26 augustus 1973 | FC VVV – SVV                  | 4 – 1 (1 – 0)              | 19' Joop de Klerk 1-0, 63' Gerrit Kramer 2-0, 77' Hay Hendrickx 3-0, 81' Jan Coenen 3-1, 89' Gerrit Kramer 4-1                 |
| 26 augustus 1973 | Xerxes – Heracles             | 2 – 2 n.v. (1 – 1) (1 – 0) | 31' Paul Amweg 0-1, 60' Jan van der Lek 1-1, 101' Eddy Treurniet 2-1, 116' Jan Dekkers 2-2 Heracles wint na strafschoppen      |

## Tweede ronde
| Datum            | Wedstrijd                      | Uitslag                    | Scoreverloop |
| ---------------- | ------------------------------ | -------------------------- | --- |
| 10 november 1973 | De Graafschap – FC Groningen   | 1 – 2 n.v. (1 – 1) (0 – 1) | 2' Jaap Bos 0-1, 75' Oeki Hoekema 1-1, 97' Jan Mennega 1-2                                                                                   |
| 10 november 1973 | NAC – Go Ahead Eagles          | 4 – 2 (3 – 2)              | 17' Gerrie de Winkel 0-1, 22' Addy Brouwers 1-1, 23' Addy Brouwers 2-1, 27' Tom Smits 3-1, 28' Jan Groenendijk 3-2, 55' Martien Vreijsen 4-2 |
| 10 november 1973 | N.E.C. – SC Amersfoort         | 1 – 0 (1 – 0)              | 25' Piet Kamps 1-0 |
| 10 november 1973 | PEC Zwolle – Sparta            | 1 – 2 (0 – 1)              | 3' Wim Meutstege 0-1, 55' Jan Verheijen 1-1, 88' Janusz Kowalik 1-2                                                                          |
| 10 november 1973 | PSV – Vitesse                  | 2 – 0 (1 – 0)              | 29' Harry Lubse 1-0, 53' Willy van der Kuijlen 2-0                                                                                           |
| 10 november 1973 | Telstar – MVV                  | 1 – 0 n.v.                 | 116' Fred André 1-0 |
| 10 november 1973 | FC Twente '65 – FC VVV         | 2 – 0 (1 – 0)              | 7' Willem de Vries 1-0, 87' Eddy Achterberg 2-0                                                                                              |
| 10 november 1973 | Willem II – Volendam           | 2 – 2 n.v. (2 – 2) (0 – 0) | 51' Cees van den Berg 1-0, 54' Jan Jonk 1-1, 68' Henk van Meteren 2-1, 89' Jan Karsten 2-2 Willem II wint na strafschoppen                   |
| 11 november 1973 | FC Den Bosch '67 – FC Den Haag | 2 – 0 (1 – 0)              | 45' Dick Beek 1-0, 84' Ad Graaumans 2-0 |
| 11 november 1973 | Excelsior – TOP                | 3 – 1 n.v. (1 – 1) (1 – 1) | 39' Hans van Roosmalen 0-1, 41' Gerrit van Uden (e.d.) 1-1, 93' Hans Bassant 2-1, 119' Sjaak Roggeveen 3-1                                   |
| 11 november 1973 | Fortuna SC – FC Amsterdam      | 0 – 1 (0 – 1)              | 6' Leen van de Merkt 0-1 |
| 11 november 1973 | Haarlem – AZ '67               | 1 – 2 n.v. (1 – 1) (0 – 1) | 32' Hans Mol 0-1, 80' Bobby Vosmaer 1-1, 116' Kristen Nygaard 1-2                                                                            |
| 11 november 1973 | FC Utrecht – Heracles          | 4 – 1 (2 – 0)              | 6' Joop van Maurik 1-0, 41' Karel Bonsink 2-0, 57' Leo van Veen 3-0, 60' Leo van Veen 4-0, 82' Paul Amweg 4-1                                |
| 11 november 1973 | Wageningen – Helmond Sport     | 1 – 1 n.v. (1 – 1) (1 – 0) | 34' Arno Wellerdieck 1-0, 67' Lambert Kreekels 1-1 Helmond Sport wint opnieuw na strafschoppen                                               |
| 30 december 1973 | Heerenveen – Feyenoord         | 1 – 1 n.v. (1 – 1) (0 – 1) | 45' Jørgen Kristensen 0-1, 79' Jan Smid 1-1 Feyenoord wint na strafschoppen                                                                  |
| 30 december 1973 | Roda JC – Ajax                 | 0 – 1 (0 – 0)              | 65' Johnny Rep 0-1 |

## Derde ronde
| Datum            | Wedstrijd                 | Uitslag            | Scoreverloop                                                         |
| ---------------- | ------------------------- | ------------------ | -------------------------------------------------------------------- |
| 20 januari 1974  | FC Den Bosch '67 – Sparta | 0 – 0 n.v.         | FC Den Bosch '67 wint na strafschoppen                               |
| 20 januari 1974  | NAC – Helmond Sport       | 1 – 0 (0 – 0)      | 75' Tom Smits 1-0                                                    |
| 20 januari 1974  | N.E.C. – FC Groningen     | 1 – 2 (1 – 0)      | 36' Jaap Bos 0-1, 60' Jan Peters 1-1, 61' Bjarne Jensen 1-2          |
| 20 januari 1974  | Telstar – AZ '67          | 1 – 1 n.v. (0 – 0) | 52' Kees Kist 0-1, 60' Monne de Wit 1-1 AZ '67 wint na strafschoppen |
| 20 januari 1974  | FC Utrecht – Willem II    | 2 – 0 (0 – 0)      | 54' Cor Hildebrand 1-0, 85' Joop van Maurik 2-0                      |
| 23 februari 1974 | FC Twente '65 – Ajax      | 0 – 2 (0 – 0)      | 50' Johnny Rep 0-1, 58' Pim van Dord 0-2                             |
| 24 februari 1974 | FC Amsterdam – Feyenoord  | 0 – 1 (0 – 1)      | 2' Joop van Daele 0-1                                                |
| 24 februari 1974 | Excelsior – PSV           | 0 – 1 (0 – 0)      | 75' Willy van der Kuijlen 0-1                                        |

## Kwartfinales
| Datum            | Wedstrijd                     | Uitslag                    | Scoreverloop                                                                                      |
| ---------------- | ----------------------------- | -------------------------- | ------------------------------------------------------------------------------------------------- |
| 22 februari 1974 | NAC – FC Groningen            | 4 – 0 (1 – 0)              | 7' Addy Brouwers 1-0, 64' Ati Graaumans (pen) 2-0, 73' Henk van Rooij 3-0, 89' Henk van Rooij 4-0 |
| 13 maart 1974    | Ajax – AZ '67                 | 2 – 1 n.v. (1 – 1) (1 – 1) | 37' Kees Kist 0-1, 42' Gerrie Mühren 1-1, 110' Jan Mulder 2-1                                     |
| 13 maart 1974    | PSV – Feyenoord               | 2 – 0 (0 – 0)              | 60' Harry Lubse 1-0, 86' Wim van den Dungen 2-0                                                   |
| 13 maart 1974    | FC Utrecht – FC Den Bosch '67 | 3 – 1 (1 – 0)              | 39' Marco Cabo 1-0, 60' Joop van Maurik 2-0, 65' Loet Donkers 2-1, 80' Leo van Veen 3-1           |

## Halve finales
| Datum                                 | Wedstrijd        | Uitslag       | Scoreverloop                                                                                                   |
| ------------------------------------- | ---------------- | ------------- | --- |
| 3 april 1974 Stadion Feijenoord       | Ajax – PSV       | 1 – 2 (1 – 0) | 1' Arno Steffenhagen 1-0, 53' Willy van der Kuijlen 1-1, 73' Willy van der Kuijlen 1-2                         |
| 3 april 1974 terrein FC Den Bosch '67 | FC Utrecht – NAC | 2 – 3 (2 – 2) | 2' John Steen Olsen 1-0, 16' Ad Bakker (e.d.) 2-0, 18' Tom Smits 2-1, 28' Tom Smits 2-2, 89' Addy Brouwers 2-3 |

## Finale
|                              |                                                                                                  |               |     |                                                                                      |
| 1 mei 1974 Finale KNVB Beker | PSV                                                                                              | 6 – 0 (2 – 0) | NAC | Stadion Feijenoord, Rotterdam Toeschouwers: 37.000 Scheidsrechter: Leo van der Kroft |
| 1 mei 1974 Finale KNVB Beker | Gerrie Deijkers 10' René van de Kerkhof 40' Willy van der Kuijlen 51', 58', 90' Ralf Edström 53' |               |     | Stadion Feijenoord, Rotterdam Toeschouwers: 37.000 Scheidsrechter: Leo van der Kroft |

| PSV          |  |                       |
|              |  |                       |
| DM           |  | André van Gerven      |
|              |  | Kees Krijgh           |
|              |  | Björn Nordqvist       |
|              |  | Adrie van Kraaij      |
|              |  | Pleun Strik           |
|              |  | Willy van de Kerkhof  |
|              |  | Gerrie Deijkers       |
|              |  | Harry Lubse           |
|              |  | René van de Kerkhof   |
|              |  | Ralf Edström          |
|              |  | Willy van der Kuijlen |
| Trainer:     |  |                       |
| Kees Rijvers |  |                       |

| NAC           |  |                      |                           |
|               |  |                      |                           |
| DM            |  | Jan de Jong          |                           |
|               |  | Piet van Dijk        |                           |
|               |  | Gerard van den Dries |                           |
|               |  | Daan Schrijvers      |                           |
|               |  | Ad Bakker            |                           |
|               |  | Frans Bouwmeester    |                           |
|               |  | Theo Dierckx         | Werd van het veld gehaald |
|               |  | Bertus Quaars        |                           |
|               |  | Addy Brouwers        |                           |
|               |  | Henk van Rooij       |                           |
|               |  | Tom Smits            |                           |
| Wisselspeler: |  |                      |                           |
|               |  | Martien Vreijsen     | Werd in het veld gebracht |
| Trainer:      |  |                      |                           |
| Henk Wullems  |  |                      |                           |

| KNVB Beker 1973/74 |
| ------------------ |
| PSV Tweede titel   |